# Vliegramp van Biak

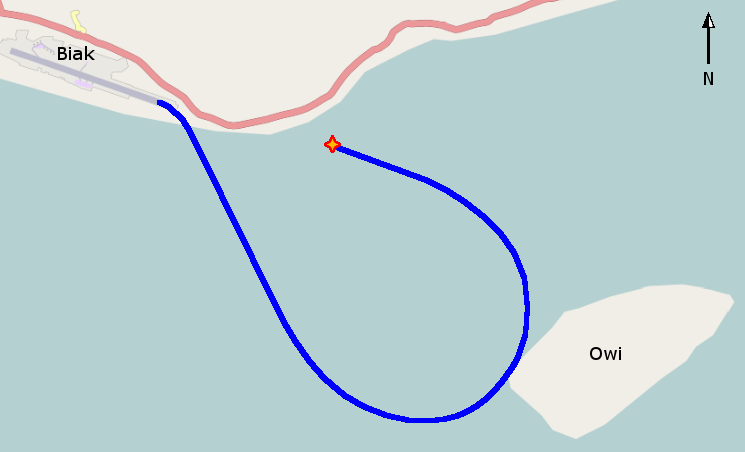
Gevolgde route en locatie van het ongeluk.

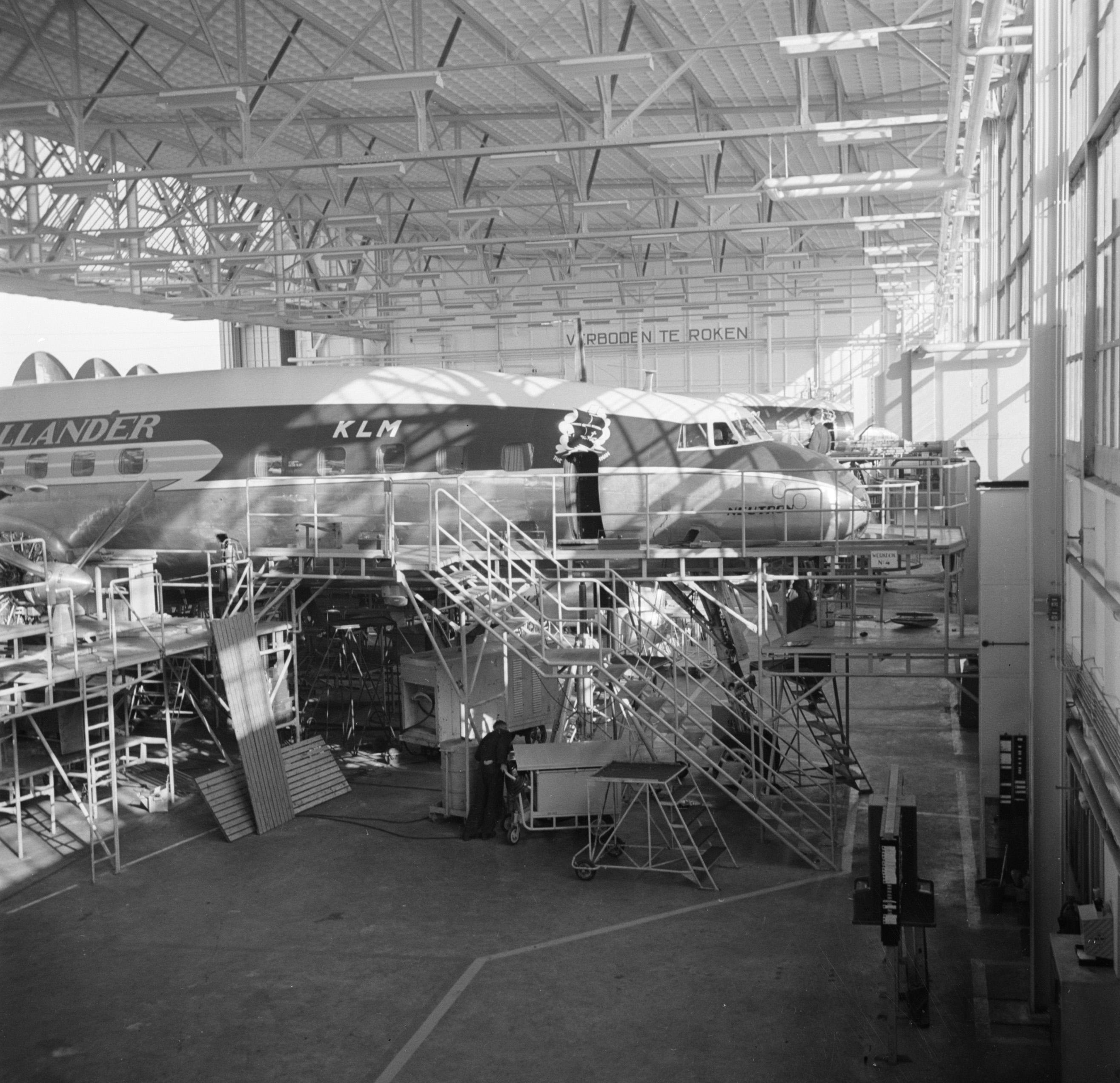
Het desbetreffende toestel, de PH-LKT Neutron enkele jaren voor de ramp in een hangar op Schiphol. Mei 1954

Bij de vliegramp van Biak verongelukte vlucht 844 van de Koninklijke Luchtvaart Maatschappij kort na vertrek van Biak, Nederlands-Nieuw-Guinea (nu Indonesië) op 16 juli 1957 in de Soanggaraibaai. 58 van de 68 mensen aan boord kwamen daarbij om het leven, waaronder negen bemanningsleden en zes marinemensen.
De vlucht was het eerste deel van een route met als eindbestemming Amsterdam.

## Fatale vlucht

### Vluchtgegevens
De bemanning van de vlucht was als volgt:
- Gezagvoerder: R. de Roos
- Eerste officier: E.H. Chardon
- Boordwerktuigkundigen: J. Oudejans en H.H.F. Iseke
- Navigator/telegrafist: J.G. Machielse
- Telegrafist: P.Th. Hooyboer
- Cabinepersoneel: M.J. Almekinders, K. de Groot en D.J. Klein Klouwenberg.

De Roos was een ervaren piloot met 9396 vlieguren. Copiloot Chardon had 3497 uren gemaakt.
Het vliegtuig werd op 30 juni 1953, als Lockheed 1049C Super Constellation met registratie PH-TFT en naam Neutron ingeschreven in het Nederlands Luchtvaartuigregister. Op 18 maart 1954 werd de registratie echter gewijzigd in PH-LKT. Twee jaar later, in 1956 werd het maximale startgewicht vergroot en daarop werd het type gewijzigd in 1049E.

### Vluchtverloop
Vlucht 844 steeg op 16 juli 1957 kort voor zonsopgang (03:32 uur) op van startbaan 10 op het vliegveld van Biak. Direct na de start werd een bocht naar rechts van 45 graden ingezet. Enkele minuten later verzocht gezagvoerder Rob de Roos het vliegveld om de lichten van de startbaan niet te doven. Tevens vroeg hij toestemming om laag langs de baan te vliegen, middels een zogenoemde "low run". Beide verzoeken werden ingewilligd.
Op een hoogte van circa 300 meter begon de Super Constellation boven het eilandje Owi aan een linkerbocht van 135 graden om evenwijdig met de baan uit te komen. Gedurende en na de bocht verloor het toestel hoogte, totdat het om 03:36 zo goed als horizontaal het wateroppervlak raakte. Het toestel brak in stukken en zonk naar dieptes tot 250 meter.
Enkele passagiers werden met stoel en al uit het vliegtuig geslingerd. Een aantal passagiers dat in het afgebroken staartstuk zat, kon ontsnappen door de ontstane opening in de romp. Papoea's van het nabijgelegen eiland hebben met hun prauwen 12 personen (11 passagiers en de enige stewardess) levend uit het water kunnen halen. Alle overlevenden hadden ernstige brandwonden door de ontstane vuurzee. De stewardess en een van de passagiers overleden later alsnog in een ziekenhuis, waarmee het totale dodental op 58 kwam. Ten tijde van de ramp was het het ernstigste ongeluk in de geschiedenis van de KLM.

## Nasleep
Om kwart voor elf 's avonds (Nederlandse tijd) bereikte een eerste telegram het hoofdkantoor van de KLM in Nederland. De inhoud luidde: "Bik 476 icarus repeat icarus first general message 1 1049 e de roos kl 844 phlkt 151810 crash on water five miles ese airfield." Hier wordt nog over vijf mijl gesproken, later wordt dit teruggebracht tot één mijl.
Op de dag van de ramp werden de vlaggen in Hollandia en Biak halfstok gehangen en werden alle openbare bijeenkomsten afgelast.

### Onderzoek
De Raad voor de Luchtvaart concludeerde in zijn rapport dat er geen bewijs was voor een fout van de piloot noch een technisch mankement. Daarbij werd wel opgemerkt dat het risico van opstijgen en landen niet onnodig moet worden vergroot door een lage flypast uit te voeren.

### Onderscheidingen
Drie Papoea's kregen een koninklijke onderscheiding voor hun aandeel in de reddingsactie. Gouverneur Jan van Baal reikte hun de bronzen Erepenning voor Menslievend Hulpbetoon op 7 augustus 1957 uit.

### Boek
In 2013 verscheen het boek De vlucht van een paradijsvogel van de journalisten Stan de Jong en Marlies Dinjens. Het vertelt de familiegeschiedenis van het gezin De Rijke, waarvan alle vijf leden de vliegramp overleefden.